# Meiji Yasuda Life

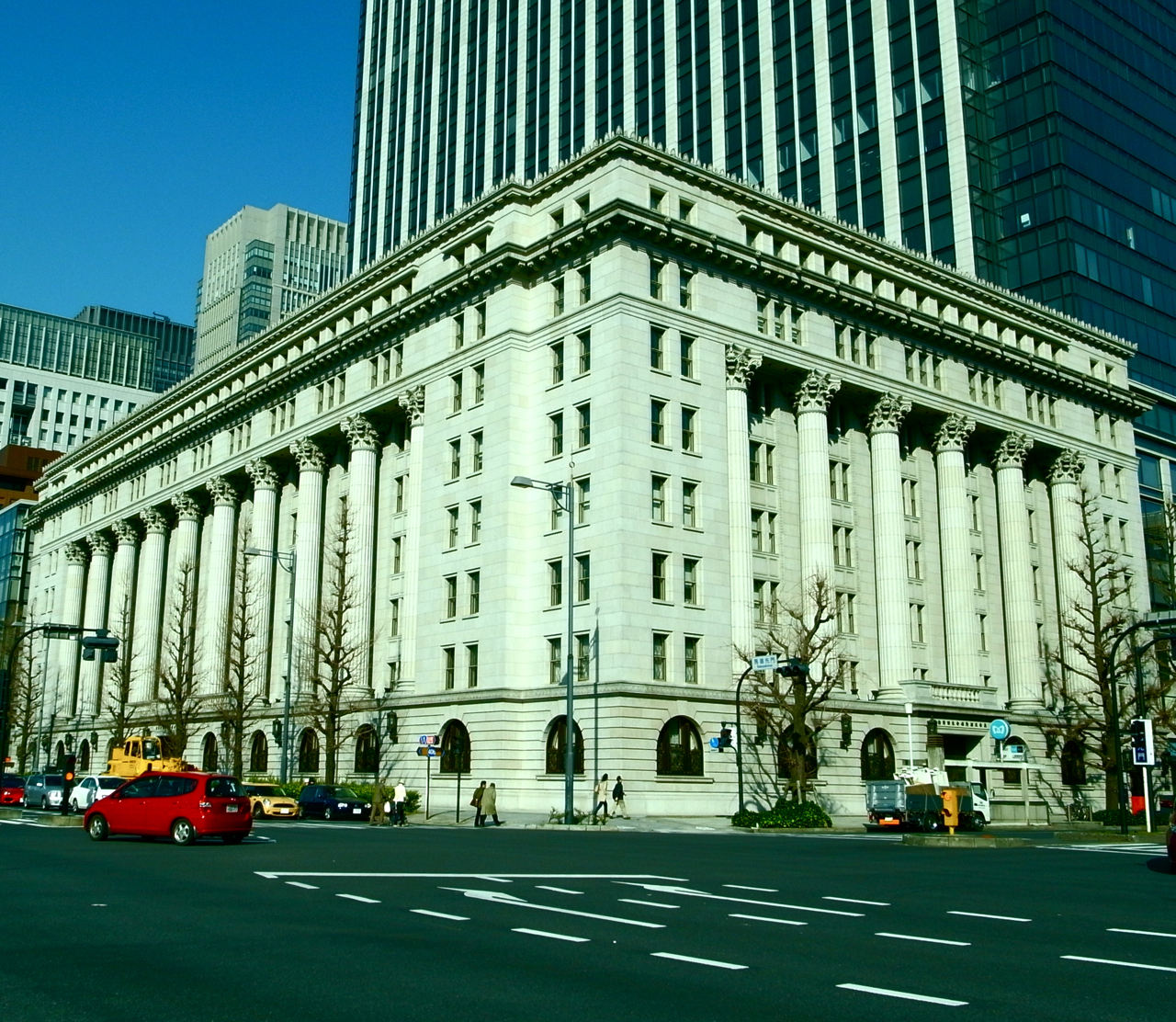
Trụ sở Meiji Yasuda Life

Công ty Bảo hiểm Meiji Yasuda Life (明治安田生命保険相互会社 Meiji Yasuda Seimei Hoken Sōgo Kaisha) là một công ty bảo hiểm của Nhật Bản, có trụ sở tại Tokyo được thành lập năm 2004 sau sự sáp nhập của Meiji Life và Yasuda Life. Công ty là một trong những công ty bảo hiểm lớn và lâu đời nhất Nhật Bản. Công ty Bảo hiểm Meiji Yasuda Life là thành viên của Tập đoàn Tài chính Mitsubishi UFJ (MUFJ) keiretsu.

## Lịch sử
Năm  1880, doanh nhân Zenjiro Yasuda sáng lập ra Công ty Bảo hiểm Yasuda Mutual Life, một phần của Yasuda zaibatsu.
Ngày 1 tháng 1 năm 2004, Công ty Bảo hiểm Meiji Mutual Life và Công ty Bảo hiểm Yasuda Mutual Life hợp nhất tạo nên Công ty Bảo hiểm Meiji Yasuda Life.